# Prea târziu (film din 1956)
Prea târziu (titlul original: în rusă Разные судьбы, transliterat: Raznîe sudbî) este un film dramatic sovietic, realizat în 1956 de regizorul Leonid Lukov, protagoniști fiind actorii Tatiana Pilețkaia, Iulian Panici, Gheorghi Iumatov și Tatiana Koniuhova. 

## Rezumat
Un grup de tineri leningrădeni, proaspeți absolvenți de liceu, încep să se maturizeze. Sonia îl iubește pe Stiopa, care este îndrăgostit de Tania, dar aceasta îl place pe Fedia. Stiopa simțindu-se respins de Tania, pleacă tocmai la Novosibirsk în Siberia, să lucreze într-o fabrică și să studieze la un institut seral. Sonia îl urmează și se asociază echipei din fabrica unde lucrează Stiopa. Dar în Leningrad, relațiile dintre Fedia și Tania nu sunt prea roz. Frumoasa și egoista Tania, care dorește să aibă o viață mai ușoară, începe o aventură cu celebrul compozitor Roșcin, dar la prima neînțelegere, îl părăsește.
Stepan, apreciind în cele din urmă devotamentul Soniei, se căsătorește cu ea. Aflâd că Fedia este grav bolnav, Stiopa trimite bani pentru tratament cu Vera, care trebuie să pece la Leningrad. Între Vera și Fedia se dezvolötă o simpatie, iar când Fedia pleacă să-și viziteze prietenii în Siberia, Vera îl conduce la gară. Acolo se întâlnesc cu Tania. Aceasta aude o discuție între tineri și își dă seama că Fedia s-a îndrăgostit de Vera...

## Distribuție
- Tatiana Pilețkaia – Tania Ogneva
- Iulian Panici – Fedia Morozov
- Gheorghi Iumatov – Stepan (Stiopa) Ogurțov
- Tatiana Koniuhova – Sonia Orlova
- Valentina Ușakova – Vera Zubova
- Lev Sverdlin – Nikolai Ognev, tatăl Taniei
- Olga Jizneva – Elena, mama Taniei
- Bruno Feindlich – compozitorul Igor Stepanovici Roșcin
- Lilia Maksimova – Mașa, soția lui Roșcin
- Serghei Filippov – Kostia, șoferul lui Roșcin
- Vsevolod Sanaev – Vladimir Jukov, organizator de petreceri
- Serghei Blinnikov – Egor Zubov, maistrul
- Vladimir Dorofeev – Ivan Sergheiciuk, maistrul de atelier
- Anna Kolomițeva – Liudmila Ivanovna, Egor
- Vera Orlova – Nina Nikiforovna, vecina lui Morozov
- Aleksandr Pelevin – secretar al comitetului de petreceri al magazinului Petrunin
- Iuri Saranțev – Galkin, secretar al organizației de comsomol
- Konstantin Sorokin – Piotr Petrovici, șef al departamentului personalului uzinei
- Ada Voițik – Maria Iakovlevna, mama lui Fedia
- Eduard Bredun – un tovarăș de băut al lui Stepan
- Evgheni Kudriașiov – un tovarăș de băut al lui Stepan
- Aleksandr Tolstîh – un tovarăș de băut al lui Stepan
- Muza Krepkogorskaia – Galia, colega Soniei la cămin
- Valentina Berezuțkaia – colega Soniei la cămin
- Mihail Derjavin – Kostia, studentul lа întâlnire
- Vladimir Zemlianikin – un student lа întâlnire
- Irina Zarubina – mătușa lui Stepan Ogurțov
- Evgheni Zinoviev – colegul de cameră la cămin a lui Stepan
- Alla Budnițkaia – colega lui Stepan
- Leonid Satanovski – colegul lui Stepan
- Lev Borisov – un student la întâlnire
- Iuri Bogoliubov – un student la întâlnire
- Viktor Șceglov – un student la întâlnire
- Evgheni Gurov – un membru de partid
- Nikolai Smirnov – un membru de partid
- Aleksandr Titov – un membru de partid
- Klavdia Kozlionkova – colega de dormitor al Soniei
- Liubov Studneva – vecina lui Morozov
- Mark Nikelberg – un prieten a lui Roșcin (nemenționat)

Vocal
- Ghelena Velikanova – vocal, valsul absolvenților
- Vladimir Troșcin – vocal, valsul absolvenților
- Aleksandr Borisov – vocal, romanța lui Roșcin

## Melodii din film
Melodiile din film au fost compuse de Nikita Bogoslovski, textul de N. Dorizo.

## Lansare
A fost lansat în anul 1956 și a avut parte de mare succes comercial, fiind vizionat de 30,7 milioane de spectatori în cinematografele din Uniunea Sovietică.